# Религия в Мали

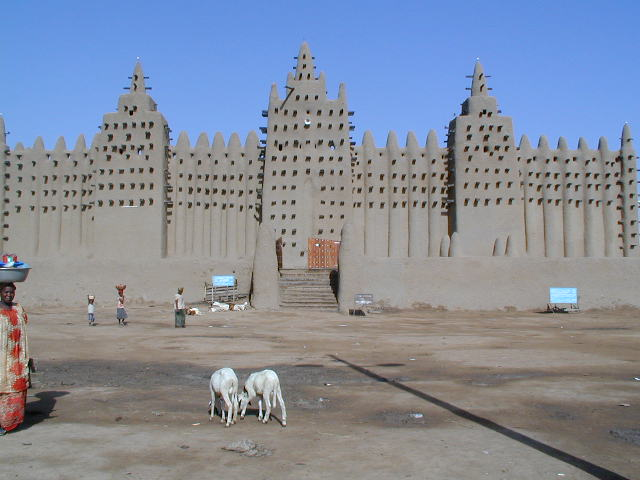
Великая мечеть Дженне

Подавляющее большинство малийцев исповедует ислам. 90 % населения страны — мусульмане суннитского толка. Примерно 5 процентов населения являются христианами (католиками и протестантами), остальные 5 % малийцев придерживаются традиционных верований.

## Обзор
Атеизм и агностицизм мало распространены в Мали: большинство малийцев совершает религиозные обряды ежедневно, хотя некоторые из них придерживаются деизма. По данным ежегодного доклада государственного департамента США — несмотря на доминирующее положение ислама в жизни общества, в Мали нет преследования религиозных меньшинств. Женщины активно участвуют в экономической, социальной и политической деятельности государства. Небольшое количество женщин носит чадру. Конституция Мали гарантирует светское государство и предусматривает свободу вероисповедания. Отношения между мусульманами и прочими конфессиональными группами страны — в целом дружественные, также как и зарубежные миссионерские группы могут спокойно работать в Мали не подвергаясь гонениям.